# Dąbrowa (Namysłów)
Pour les articles homonymes, voir Dąbrowa.

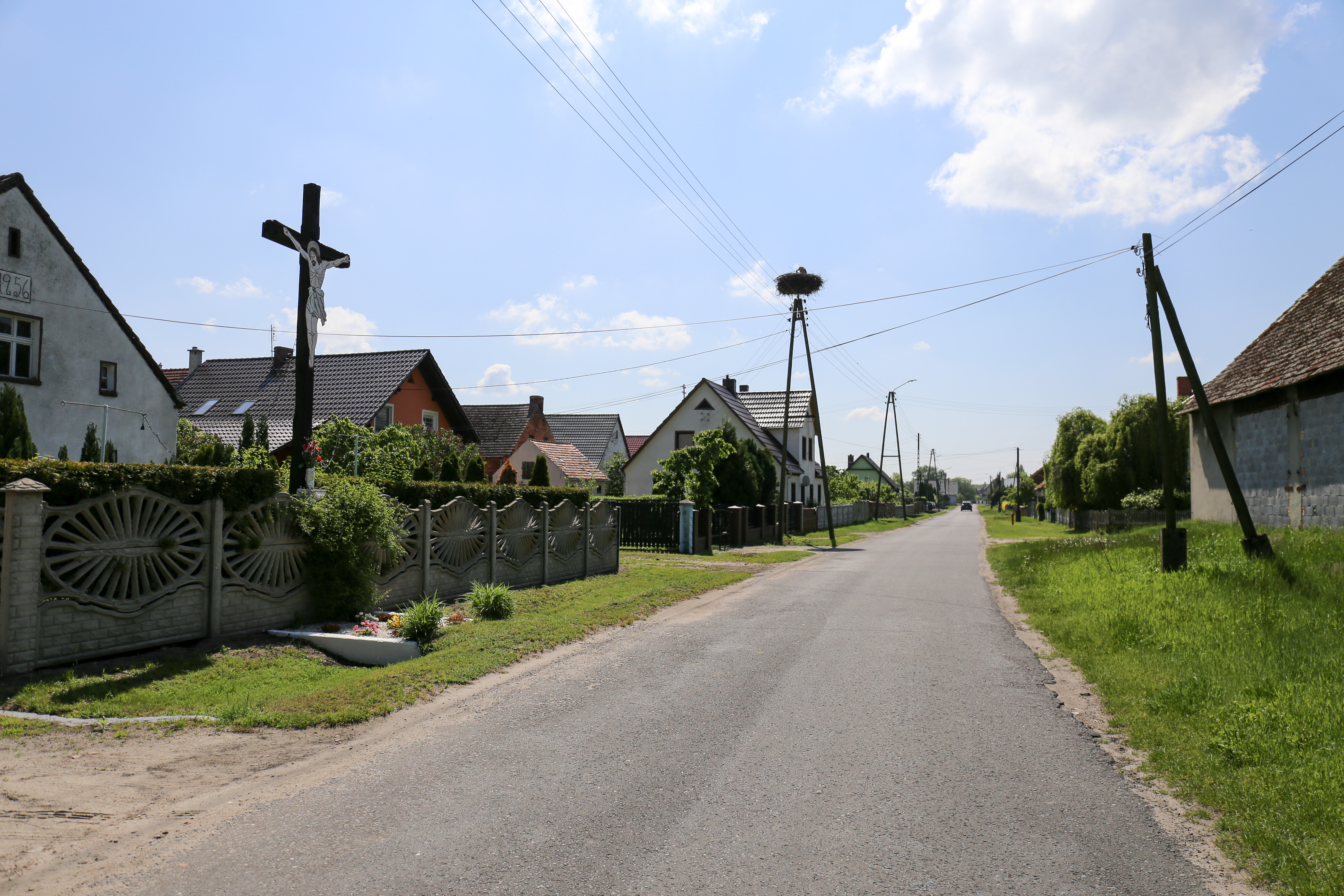

Dąbrowa est une localité polonaise de la gmina de Świerczów, située dans le powiat de Namysłów en voïvodie d'Opole.